# 梅德福 (密蘇里州)
梅德福（英語：Medford）是位於美國密蘇里州約翰遜縣的非建制地區。

## 歷史
梅德福的郵局於1905年設立，其後於1937年停運。

## 地理
梅德福所處的海拔為高於海平面267米（即876英呎），而該地所採用的時區為UTC-6，即北美中部時區（CST）。同時該地設有夏令時間，為UTC-6調快一小時，即UTC-5（CDT）。